# Yanosmylus rarivenatus
Yanosmylus rarivenatus là một loài côn trùng trong họ Osmylidae thuộc bộ Neuroptera. Loài này được Ren in Ren et al. miêu tả năm 1995.